# Histocompatibilidad
La histocompatibilidad, o compatibilidad tisular, es la propiedad de tener alelos iguales o suficientemente similares de un conjunto de genes llamados antígenos leucocitarios humanos (HLA) o complejo mayor de histocompatibilidad (MHC). Cada individuo expresa muchas proteínas HLA únicas en la superficie de sus células, que le indican al sistema inmunológico si una célula es parte del yo o un organismo invasor. Las células T reconocen moléculas de HLA extrañas y desencadenan una respuesta inmunitaria para destruirlas. Las pruebas de histocompatibilidad se realizan para temas relacionados con trasplantes de órganos, tejidos o células madre, donde la similitud o diferencia entre los alelos HLA del donante y el receptor puede hacer que el sistema inmunológico rechace el trasplante. La amplia variedad de alelos HLA potenciales conduce a combinaciones únicas en los individuos y dificulta el emparejamiento.

## Descubrimiento
El descubrimiento del MHC y el papel de la histocompatibilidad en el trasplante fue un esfuerzo combinado de muchos científicos en el siglo XX. C.C. Little y Ernest Tyyzer propusieron una base genética para el rechazo de trasplantes en un artículo de Nature de 1914, que mostró que los tumores trasplantados entre ratones genéticamente idénticos crecían normalmente, pero los tumores trasplantados entre ratones no idénticos fueron rechazados y no crecieron. Peter Medawar propuso el papel del sistema inmunológico en el rechazo de trasplantes, cuyos trasplantes de piel en las víctimas de la Segunda Guerra Mundial mostraron que los trasplantes de piel entre individuos tenían tasas de rechazo mucho más altas que los autotrasplantes dentro de un individuo, y que la supresión del sistema inmunológico retrasaba rechazo de trasplante de piel. Medawar compartió el premio Nobel de 1960 en parte por este trabajo.
En las décadas de 1930 y 1940, George Snell y Peter Gorer aislaron individualmente los factores genéticos que, cuando eran similares, permitían el trasplante entre cepas de ratón, nombrándolas H y antígeno II respectivamente. De hecho, estos factores eran uno y el mismo, y el locus se denominó H-2. Snell acuñó el término "histocompatibilidad" para describir la relación entre las proteínas de la superficie celular H-2 y la aceptación del trasplante. Jean Dausset descubrió la versión humana del complejo de histocompatibilidad en la década de 1950, cuando notó que los receptores de transfusiones de sangre producían anticuerpos dirigidos únicamente contra las células del donante. Se descubrió que el objetivo de estos anticuerpos, o los antígenos leucocitarios humanos (HLA), era el homólogo humano del MHC de ratón de Snell y Gorer. Snell, Dausset y Baruj Benacerraf compartieron el Premio Nobel de 1980 por el descubrimiento del MHC y HLA.

## Complejo mayor de histocompatibilidad (MHC)
HLA, la forma humana del complejo principal de histocompatibilidad (MHC), se encuentra en el cromosoma 6 en 6p21.3. Los individuos heredan dos haplotipos HLA diferentes, uno de cada padre, cada uno con más de 200 genes relevantes para ayudar al sistema inmunológico a reconocer invasores extraños. Estos genes incluyen proteínas de superficie celular MHC de clase I y clase II . MHC de clase I moléculas, HLA-A, HLA-B, HLA-C, están presentes en todas las células nucleadas y son responsables de la señalización a una célula inmune que un antígeno está dentro de la célula. Las moléculas de MHC de clase II, HLA-DR y HLA-DQ y HLA-DP, solo están presentes en las células presentadoras de antígenos y son responsables de presentar moléculas de organismos invasores a las células del sistema inmunológico.
Los genes MHC son altamente polimórficos, con miles de versiones de los receptores MHC en la población, aunque un individuo no puede tener más de dos versiones para un locus. Los receptores de MHC se expresan codominantemente, lo que significa que todos los alelos heredados los expresa el individuo. La amplia variedad de alelos potenciales y múltiples loci en el HLA permite muchas combinaciones únicas en individuos.

## Papel en el trasplante

Genes HLA y su ubicación en el cromosoma 6

Después de recibir un trasplante, las células T del receptor se activarán por moléculas MHC extrañas en el tejido del donante y activarán el sistema inmunológico para atacar el tejido donado. Cuanto más similares son los alelos HLA entre el donante y el receptor, menos receptores extraños existen en el tejido del donante para que el sistema inmunológico del huésped lo reconozca y ataque. El número y la selección de moléculas MHC que se deben considerar al determinar si dos individuos son histocompatibles fluctúan según la aplicación; sin embargo, se ha demostrado que la combinación de HLA-A, HLA-B y HLA-DR mejora los resultados del paciente. La histocompatibilidad tiene un efecto medible en el trasplante de órganos completos, aumentando la esperanza de vida tanto del paciente como del órgano. La similitud de HLA es, por tanto, un factor relevante a la hora de elegir donantes para trasplante de órganos o tejidos. Esto es especialmente importante para los trasplantes de páncreas y riñón.
Debido a la naturaleza hereditaria de los genes HLA, es más probable que los miembros de la familia sean histocompatibles. La probabilidad de que un hermano haya recibido los mismos haplotipos de ambos padres es del 25%, mientras que hay un 50% de probabilidad de que el hermano comparta solo un haplotipo y un 25% de probabilidad de que no comparta ninguno. Sin embargo, la variabilidad debida al cruzamiento, los haplotipos pueden reorganizarse entre generaciones y los hermanos pueden ser coincidencias intermedias.
El grado de histocompatibilidad requerido depende de factores individuales, incluido el tipo de tejido u órgano y la condición médica del receptor. Si bien los trasplantes de órganos completos pueden tener éxito entre individuos no emparejados, el aumento de la histocompatibilidad reduce las tasas de rechazo, da como resultado una vida útil más prolongada y costos hospitalarios asociados en general más bajos. El impacto de la compatibilidad de HLA difiere incluso entre los trasplantes de órganos completos, y algunos estudios informan menos importancia en los trasplantes de hígado en comparación con el corazón, los pulmones y otros órganos. En comparación, los trasplantes de células madre hematopoyéticas a menudo requieren mayores grados de compatibilidad debido al mayor riesgo de enfermedad de injerto contra huésped, en la que el sistema inmunológico del donante reconoce las moléculas del MHC del receptor como extrañas y genera una respuesta inmunitaria. Algunos tejidos trasplantados no están expuestos a células T que podrían detectar moléculas MHC extrañas, como las córneas, por lo que la histocompatibilidad no es un factor en el trasplante. Los factores individuales, como la edad, a veces influyen en el protocolo de coincidencia, ya que la respuesta inmune de los pacientes mayores trasplantados hacia las proteínas MHC es más lenta y, por lo tanto, se necesita menos compatibilidad para obtener resultados positivos. La terapia inmunosupresora posoperatoria se usa a menudo para disminuir la respuesta inmune y prevenir el rechazo de tejido al atenuar la respuesta del sistema inmune a las moléculas de HLA extrañas, y puede aumentar la probabilidad de un trasplante exitoso en trasplantes no idénticos.

## Pruebas
Debido a la importancia clínica de la histocompatibilidad en los trasplantes de tejidos, se utilizan varios métodos para comprobar la expresión del alelo HLA.

### Tipificación serológica
La tipificación serológica implica la incubación de linfocitos del receptor con suero que contiene anticuerpos conocidos contra los alelos HLA variables. Si el suero contiene un anticuerpo específico para un alelo HLA que está presente en el linfocito del receptor, los anticuerpos se unirán a la célula y activarán una cascada de señalización del sistema de complemento que dará como resultado la lisis celular. Una célula lisada absorberá un tinte añadido, como el azul tripán, lo que permitirá su identificación. La comparación de los sueros que desencadenan la lisis celular permite la identificación de los alelos HLA presentes en la superficie celular de las células receptoras.
La tipificación serológica tiene la ventaja de identificar rápidamente los alelos HLA expresados e ignora los alelos no expresados que podrían tener poca importancia inmunológica. Sin embargo, no reconoce subclases de alelos, que a veces son necesarios para la coincidencia.

### Tipificación molecular
Los alelos HLA se pueden determinar analizando directamente los loci HLA en el cromosoma 6. Se pueden usar sondas de oligonucleótidos específicas de secuencia, amplificación por PCRde cebadores específicos de secuencia y secuenciación directa para identificar alelos HLA, que a menudo proporcionan resolución a nivel de aminoácidos. Los métodos moleculares pueden identificar con mayor precisión alelos raros y únicos, pero no proporcionan información sobre los niveles de expresión.